# Indios de Mayagüez
Uniformes
Indios de Mayagüez est un club portoricain de baseball évoluant en LBPPR. Fondé en 1938, le club basé à Mayagüez dispute ses matchs à domicile depuis 2010 à l'Estadio Isidoro García, enceinte de 10 000 places assises.
Les Indios comptent 18 titres de champion de Porto Rico, dont le dernier attribué en 2014, et deux succès en Série des Caraïbes (1978 et 1992).

## Palmarès
- Champion de Porto Rico (16) : 1949, 1957, 1963, 1966, 1978, 1984, 1986, 1988, 1989, 1992, 1997, 1998, 1999, 2003, 2005, 2010, 2012, 2014.
- Série des Caraïbes (2) : 1978, 1992.

## Histoire
Le club est fondé en 1938.